# تاکالداش
تاکالداش (به لاتین: Tokoldosh) یک منطقهٔ مسکونی در قرقیزستان است که در شهرستان اکتبر (بیشکک) واقع شده‌است. تاکالداش ۷۸۸ متر بالاتر از سطح دریا واقع شده‌است.